# Кедровка (приток Печоры)
Кедровка — река в России, протекает по Троицко-Печорскому району Республики Коми. Устье реки находится в 1322 км от устья Печоры по левому берегу. Длина реки составляет 23 км, площадь водосборного бассейна — 80 км².
Исток реки в болотах в 18 км к северо-западу от деревни Покча. В верхнем и среднем течении течёт на восток, в нижнем поворачивает на северо-восток. Русло сильно извилистое, всё течение проходит по ненаселённому заболоченному таёжному лесу. Впадает в Печору двумя рукавами, образуя при этом остров Кедровка-Ди.

## Данные водного реестра
По данным государственного водного реестра России, относится к Двинско-Печорскому бассейновому округу, водохозяйственный участок реки — Печора от истока до водомерного поста у посёлка Шердино, речной подбассейн реки — бассейны притоков Печоры до впадения Усы. Речной бассейн реки — Печора.
Код объекта в государственном водном реестре — 03050100112103000060290.